# Африканцы в Гонконге

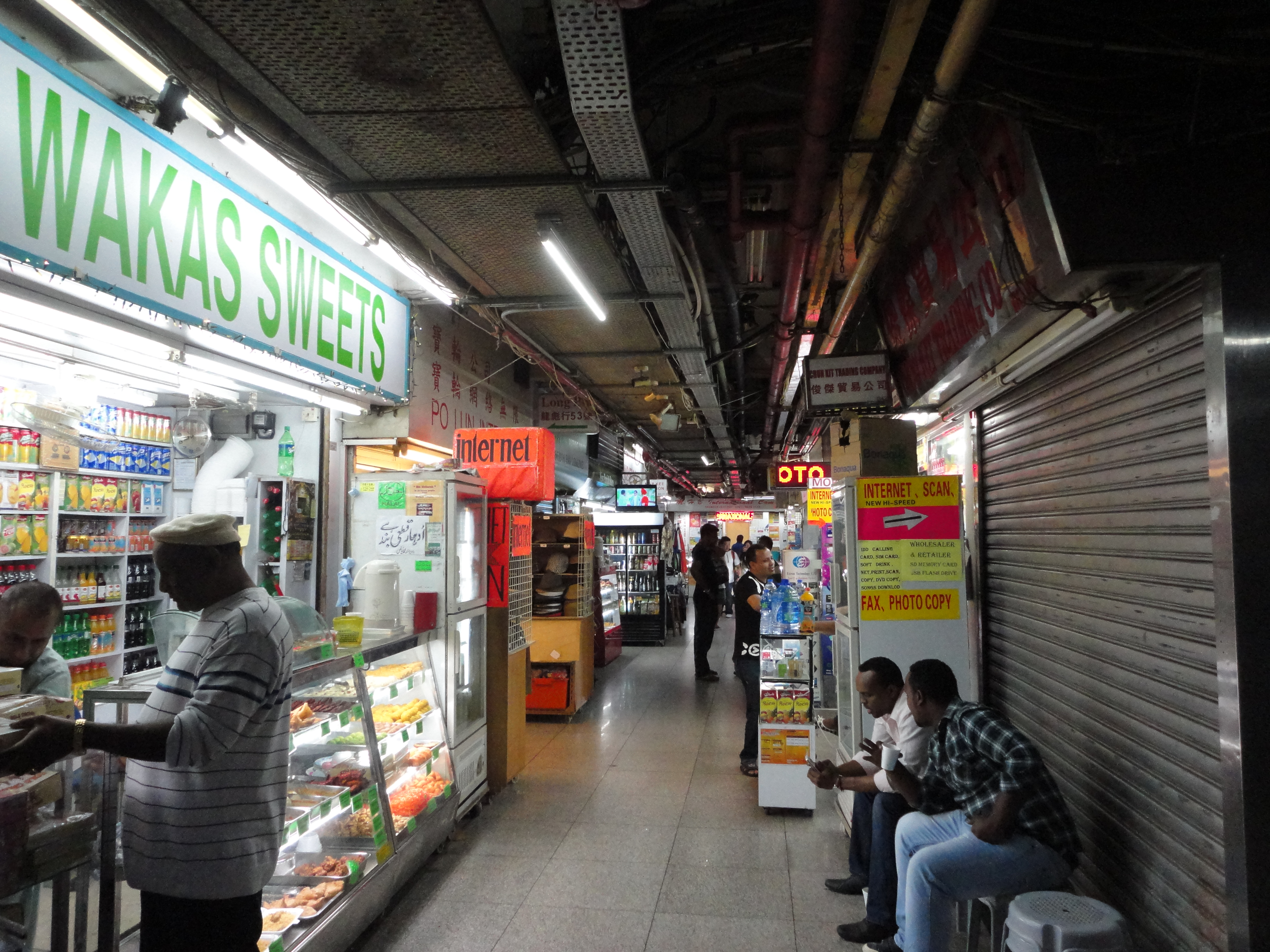
Африканцы в Chungking Mansions

Африканцы — одна из нескольких групп некоренного населения Гонконга. По состоянию на 2015 год в Гонконге постоянно проживало около 20 тыс. выходцев из Африки. Большинство составляют чернокожие выходцы из Западной и Восточной Африки (Нигерии, Гамбии, Мали, Танзании, Кении и Судана), но имеется и небольшая община белых экспатов из ЮАР. Среди африканцев имеются как мусульмане, так и христиане, основными языками общения являются английский, французский и игбо.
Многие африканцы Гонконга держат небольшие магазинчики по продаже мобильных телефонов и другой электроники, закусочные и продуктовые лавки в Chungking Mansions и других местах на Натан-роуд в районе Чимсачёй. Другие занимаются оптовыми поставками в Африку китайской электроники, одежды и обуви (больше всего продаж приходится на подержанные китайские мобильные телефоны). Африканцы Гонконга тесно связаны с большой африканской общиной соседнего Гуанчжоу.
Часть африканцев Гонконга вовлечена в нелегальную торговлю наркотиками (они промышляют розничным сбытом кокаина, экстази и кетамина преимущественно в клубах и барах Центрального района). Немало африканских, особенно камерунских и нигерийских футболистов играет в гонконгских клубах «Хэппи-Вэлли», «Китчи», «Саут-Чайна», «Гонконг Саплинг» и «Гонконг Пегас».      